# Felix Banaszak
Felix Banaszak (Duisburgo, 24 de octubre de 1989) es un político alemán, copresidente federal del partido Alianza 90/Los Verdes desde 2024. Fue presidente estatal de los Verdes en Renania del Norte-Westfalia de 2018 a 2022 y miembro del Bundestag alemán desde 2021. De 2013 a 2014 fue portavoz de la Juventud Verde.